# صحافة نت
صحافة نت(بالإنجليزية: sahafah.net)‏ هو قارئ أخبار يمني ويعتبر القارئ الأخباري الأبرز والأكثر شهرة في اليمن حيث حصد المرتبة الخامسة في التصفح على مستوى اليمن بعد كل من جوجل و فيس بوك و يوتيوب و بلوغر سبوت خلال عام 2013م وحتى مايو 2014م وصعد إلى المرتبة الرابعة في يونيو 2014 م وكان للموقع أثر ايجابي لدى العديد من المهتمين بالجانب الإعلامي في اليمن

## آلية العمل
يقوم الموقع بجمع الأخبار والمقالات من المواقع الإخبارية اليمنية والعربية المختلفة وهو يعمل بصورة آلية ودون أي تدخل بشري، أو تحكم يدوي في تدفق الأخبار إليه من المصادر المعتمدة فيه.

## مسؤول الموقع
يشرف على الموقع المهندس / يسري الأثوري